# Maud le Vavasour
Maud (o Matilda) le Vavasour, baronesa Butler (h. 24 de junio de 1176–1225) fue una heredera anglonormanda y la esposa de Fulk FitzWarin, un gentilhombre terrateniente medieval que se vio obligado a volverse un forajido a principios del siglo XIII, y que, al parecer, está relacionado con la historia de Robin Hood y los orígenes de ésta.
Por su primer matrimonio con Theobald Walter, I barón Butler, Maud fue la antepasada de los condes Butler de Ormond.

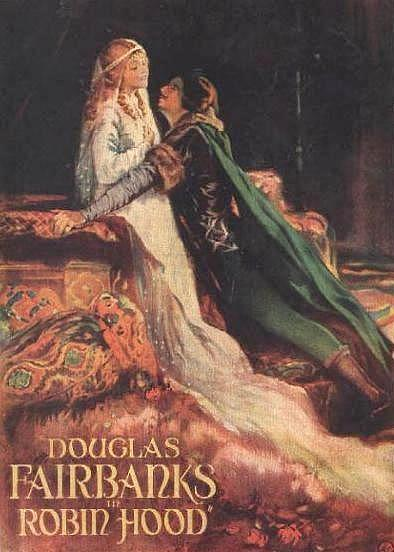
Al parecer, la leyenda de Robin Hood y lady Marian está basada en Fulk FitzWarin y Maud le Vavasour

## Familia
Desdendiente de Mauger le Vavasour, Maud le Vavasour fue la hija de Robert le Vavasour, segundo sheriff de Lancashire (1150–1227), y de su segunda esposa, una hija de Adam de Birkin cuyo nombre se desconoce. Tuvo un hermanastro, sir John le Vavasour, que se casó con Alice Cockfield, de la que tuvo hijos. El abuelo paterno de Maud fue William le Vavasour, señor de Hazlewood y justiciar de Inglaterra; y su abuelo materno fue Adam fitz Peter de Birkin.
Maud fue heredera de las propiedades de Edlington, en Yorkshire, y Narborough, en Leicestershire.

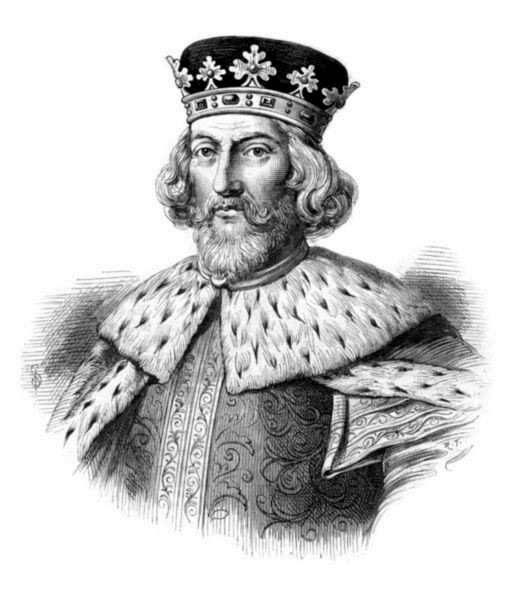
El rey Juan de Inglaterra, con el que tuvo desacuerdos Fulk FitzWarin, el esposo de Maud

Por línea materna, es antepasada de Ana Bolena, reina de Inglaterra y la segunda esposa del rey Enrique VIII de Inglaterra.

## Matrimonios y descendencia
Poco antes de 1200, Maud se casó con su primer esposo, Theobald Walter, I barón Butler (m. febrero de 1206), hijo de Hervey Walter y Maud de Valoignes, y se trasladó a Irlanda. Hubert Walter, hermano de Theobald, era arzobispo de Canterbury. En 1185, el príncipe Juan, por entonces señor de Irlanda, le había entregado unas tierras a Theobald. Se le nombró mayordomo de Irlanda en 1192, y alto sheriff de Lancashire en 1194.
Theobald y Maud tuvieron tres hijos:
- una hija (m. h. 1240), casada, en calidad de primera esposa, con sir Gerald de Prendergast, del que tuvo descendencia. Entre sus hijos estaba Marie de Prendergast, que, a su vez, se casó con sir John Cogan y tuvo descendencia. Se sabe de su existencia solo porque, en una inquisición posterior, se declaró que Gerald se había casado con una «hermana de Theobald pincerna»; sin embargo, no se menciona su nombre ni se dan fechas.
- Theobald le Botiller, mayordomo principal de Irlanda (h. 1199–19 de julio de 1230). Se casó dos veces:
  1. Joan du Marais, hija de Geoffrey du Marais y de Eva de Bermingham. De este primer matrimonio nació un hijo, Theobald Butler (1224–1248), que contrajo nupcias con Margery de Burgh, hija de Richard Mór de Burgh, señor de Connacht, y de Egidia de Lacy (hija de Walter de Lacy y de Margaret de Braose), y del que descendieron los condes de Ormond.
  2. Roesia de Verdun (1205–10 de febrero de 1247), hija de Nicholas de Verdun y de Clementia. El enlace tuvo lugar después del 4 de septiembre de 1225. De esta unión nacieron un hijo y una hija: John le Botiller de Verdon, señor de Westmeath (1226–1274), que se casó con Margery de Lacy (1229–después del 10 de junio de 1276), con la que tuvo descendencia; y Maud le Botiller de Verdon, que contrajo nupcias con John FitzAlan, señor de Oswestry y Clun.

Tras la muerte de Theobald a principios de febrero de 1206, Maud regresó a Inglaterra bajo la custodia de su padre, quien, al haber adquirido el derecho a casarla por el precio de 1200 marcos y 2 palafrenes, la entregó en matrimonio a Fulk FitzWarin en octubre de 1207. Fulk era el hijo de Fulk FitzWarin y de Hawise de Dinan. A raíz de una fuerte disputa con el Juan de Inglaterra, el vengativo rey le despojó de sus tierras y propiedades. Entonces, Fulk se refugió en los bosques y se convirtió en un forajido, acompañado por Maud. Se dice que las legendarias figuras de Robin Hood y lady Marian están basadas en los dos. Maud falleció en 1226, y Fulk volvió a casarse con Clarice d'Auberville.
Con FitzWarin, Maud tuvo dos hijos y tres hijas:
- Fulk IV
- Fulk Glas
- Hawise, esposa de William Pantulf
- Joanna
- Mabel

## En la ficción
Maud es la protagonista de Lords of the White Castle, de Elizabeth Chadwick, que narra, de forma ficticia, su vida y aventuras como la esposa de Fulk FitzWarin.